# Jolanta Anna Lubomirska
Jolanta Anna Karolina Felicja Maria Lubomirska-Pierre (ur. 11 czerwca 1927 w Charzewicach) – córka ostatniego ordynata Charzewic, Jerzego Lubomirskiego linii rzeszowsko-rozwadowskiej i Anny Lubomirskiej.

## Życiorys
Lata młodzieńcze spędziła w rodzinnej posiadłości w Charzewicach. W czasie wojny ukończyła na tajnym nauczaniu szkołę powszechną i gimnazjum w Rozwadowie, które prowadziła i zorganizowała jej matka. W 1943 zmarła matka, a gdy skończyła się II wojna, w 1945 jej ojciec został zamordowany w niejasnych okolicznościach. Po śmierci ojca zaopiekował się nią zaprzyjaźniony ksiądz. Wyjechała do krewnych w Krakowie, gdzie skończyła studia plastyczno-ogrodnicze i po studiach wyjechała na Maderę, na której rodzice przed wojną spędzili wakacje i kupili ziemię. Wyszła za mąż za francuza Rolanda Pierre. Wybudowali dom, który mogą wynajmować turyści, nazywa się Vila Calaca, znajduje się w Funchal, tuż nad oceanem, niedaleko dzielnicy Lido. Pracowała na Maderze jako przewodniczka turystyczna, początkowo grup francuskich i szwajcarskich, była pierwszą polską przewodniczką na wyspie, gdy wycieczki na Maderę zaczęła organizować Itaka. Opiekowała się też willą Quinta Bettencourt na przedmieściach Funchal w której przebywał na wypoczynku Józef Piłsudski – jego pobyt upamiętnia popiersie i tablica w willi.
Ma córkę Hannę Karolinę, która mieszka na Maderze i trzech synów. Najmłodszy Michał, ukończył studia na kierunku stosunki międzynarodowe w Porto, mieszka w Krakowie, ożenił się z wnuczką jej przyjaciółki z Leżajska. Najstarszy, Jerzy dostał imię po jej ojcu, mieszka na Maderze. Stanisław, mieszka w Lizbonie.
W 2021, wróciła z Madery do Polski i zamieszkała u syna Michała w Krakowie.

## Odzyskiwanie majątku
Przez kilkanaście lat po 1989, starała się o odzyskanie rodzinnego majątku m.in. w Charzewicach i Bakończycach, znacjonalizowanego w 1945. W tej sprawie wystąpiła do sądu o nadanie jej praw jedynej spadkobierczyni, jednak sąd z powodu braku testamentu, przyznał prawa do dziedziczenia po ojcu Jerzym, także trzem jego nieślubnym dzieciom. W trakcie procesu sądowego nie doszło do określenia wartości majątku i tego, co komu sąd może przydzielić. W tym celu bowiem należało opłacić rzeczoznawców i biegłych sądowych, a nikogo ze spadkobierców, łącznie z b. księżną, nie stać było na taki wydatek. Syn Michał Lubomirski-Pierre uzyskał prawo do dzierżawienia majątku, ale po dwóch latach zrzekł się przywileju na rzecz Skarbu Państwa, bo nie było go stać na opłacenie podatków.
Majątek został sprywatyzowany i sprzedany prywatnym właścicielom. Były pałac rodzinny w Charzewicach przejęło miasto Stalowa Wola i urządziło w nim Muzeum Regionalne. Pałac w Bakończycach jest siedzibą Państwowej Akademii Nauk Stosowanych w Przemyślu.

## Odzyskana nieruchomość

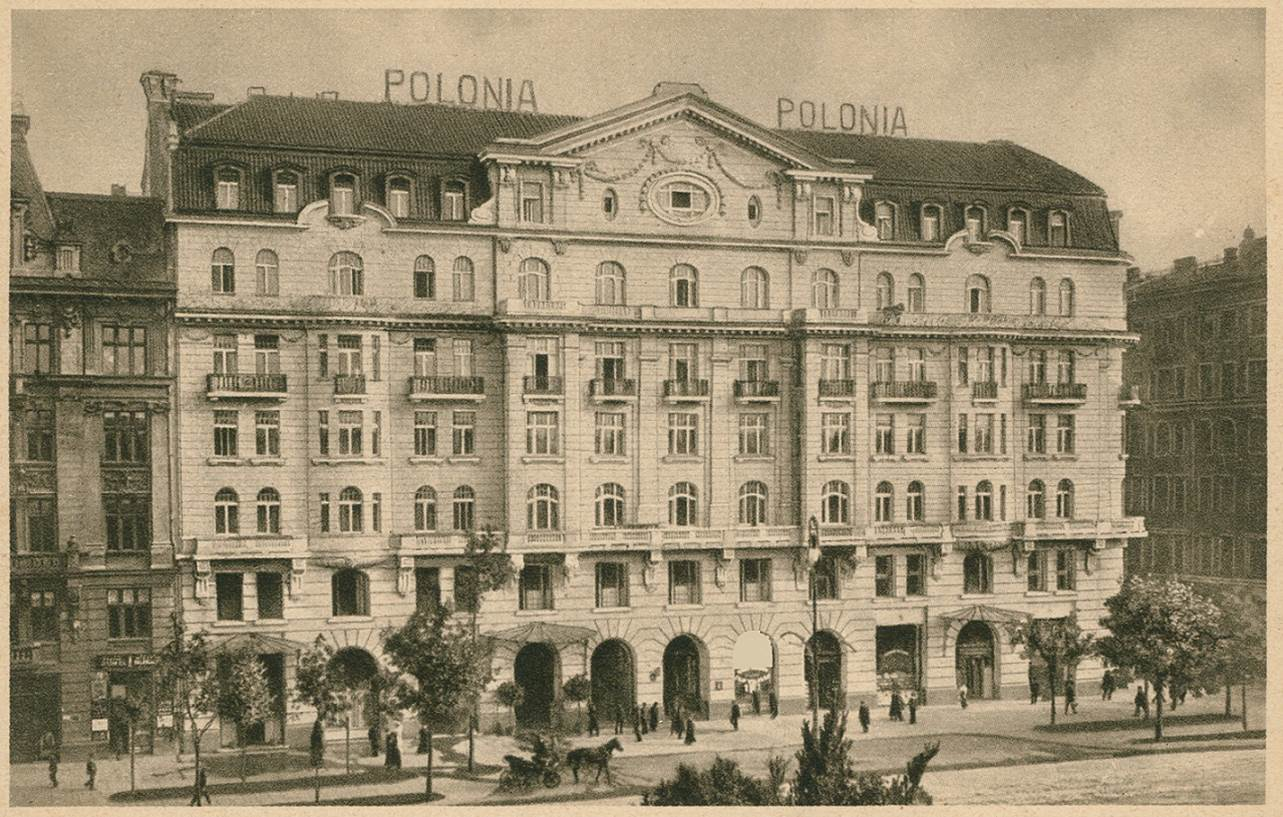
Hotel Polonia w Warszawie przed 1939. Własność Lubomirskich

Przed II wojną, hotel Polonia i działka w Warszawie należały do rodziny Lubomirskich, jako właścicielka nieruchomości w księgach wieczystych wpisana była Maria Jolanta Lubomirska-Pierre. Dekretem Bieruta z 1945 roku nieruchomość przeszła na własność miasta. Działkę tę i hotel ratusz warszawski sprzedał w 1997, bez uwzględnienia roszczeń właścicieli. W 2012 Prezydent miasta stołecznego Warszawy po wyroku sądu podpisał decyzję o zwrocie nieruchomości.